# Розстріл у Новій Астрахані
Розстріл у Новій Астрахані — самосуд, учинений більшовиками над мешканцями с. Нова Астрахань Старобільського повіту Харківської губернії (нині — Кремінський район, Луганська область) 6 березня 1918 р.

## Історія
У березні 1918 р. мешканці Нової Астрахані на чолі з місцевим священником Георгієм Юхимовичем Курчієм (Курячим) (7.04.1879 — 6 (19). 03. 1918, закінчив Харківську духовну семінарію) не дозволили вивезти із села хліб реквізиційному загону Старобільського повітового продовольчого комітету, який збирав поживу для Червоної армії. Під час конфлікту ніби-то було убито сімох більшовиків.
На допомогу більшовицькому продзагону прибув загін Червоної гвардії заводу «Донсода» на чолі з Іваном Кладком. Більшовики тут створили ревком, який виніс постанову розстріляти шістьох селян та священника, які найбільше противились реквізиціям. Більшовики виконали свій вирок 6 (19) березня. Розстріляних поховали у спільній могилі без належних обрядів. Викликаний селянами загін Ради робітничих та солдатських депутатів Лисичанська запізнився і зміг лише зібрати свідчення мешканців села та винести справу на розгляд Ради.
На переконання більшовиків, селяни «іншого покарання, крім розстрілу, ...і не заслуговували».
Розстріл селян став приводом для розпуску Лисичанською радою Червоної гвардії заводу «Донсода» «впредь до выяснения обстоятельств расстрела».